# Denis Henrion
Denis Henrion, noto anche come Didier Henrion (Francia, fine XVI secolo – Parigi, 1640 circa), è stato un matematico francese.

## Biografia
Contribuì alla cura dell'edizione delle opere di François Viète.
Nel 1616 pubblicò a Parigi il libro Problemata duo nobilissima, contro le teorie di Marino Ghetaldi e in aperto contrasto con Viète e Regiomontano. Il libro fu più tardi revisionato dall'autore e ripubblicato.
Nel 1626 pubblicò a Parigi un trattato sui logaritmi (Traicté des Logarithmes).
Nel 1632 tradusse dal latino al francese gli Elementi di Euclide.

## Opere
- Mémoires mathématiques, Paris, 1613.
- Problemata duo nobilissima, Paris, David Leclerc, 1616.
- Deux cens questions ingénieuses et récréatives extraictes et tirées des œuvres mathématiques de Valentin Menher..., Paris, 1620.
- L'usage du mécomètre, Paris, 1630.
- Usage du compas de proportion, Rouen, Jean Boulley, 1637.